# Anna Friel

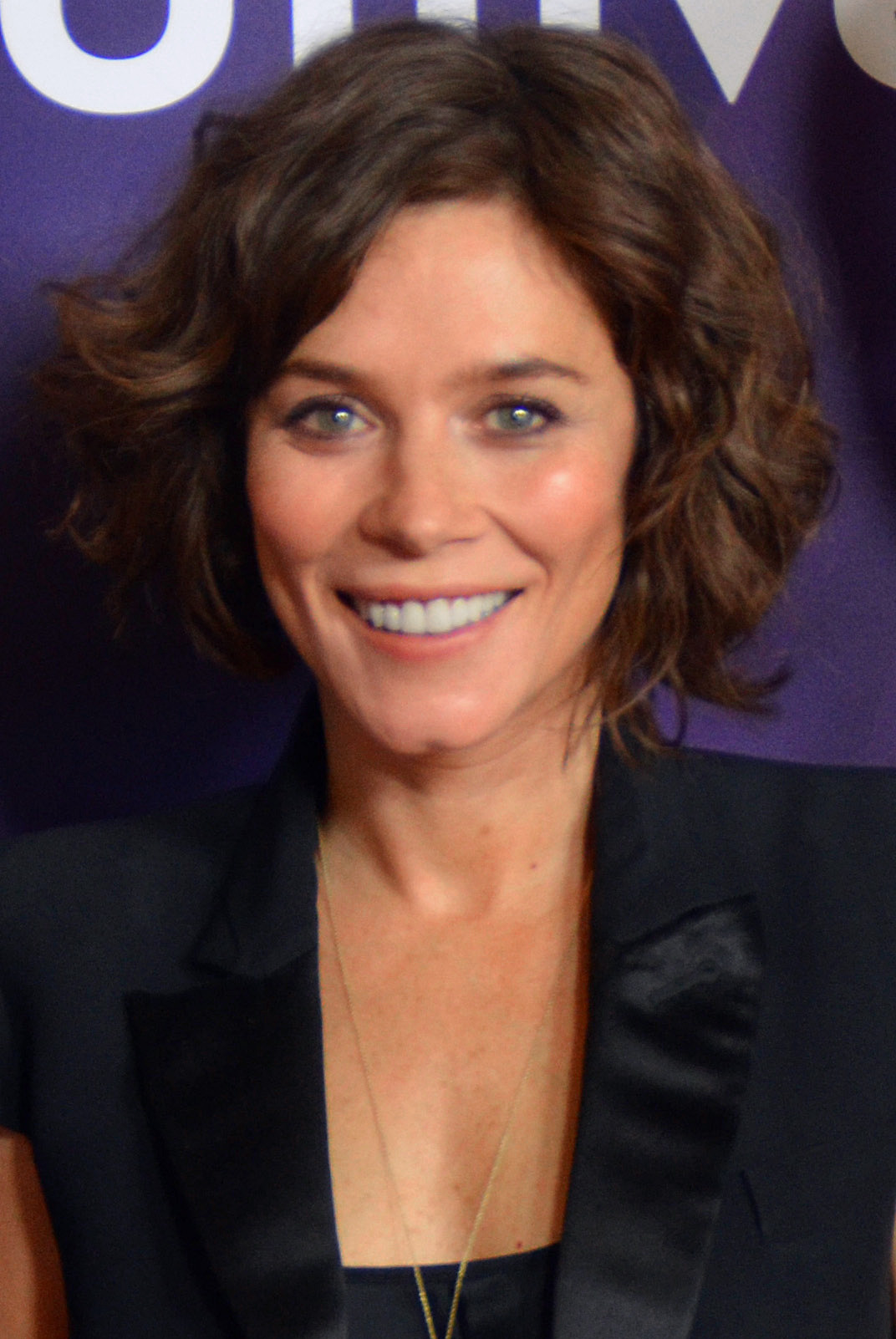
Anna Friel (2015)

Anna Louise Friel (* 12. Juli 1976 in Rochdale) ist eine britische Schauspielerin.

## Leben und Karriere
Friel begann ihre Karriere mit der Mitwirkung in der Seifenoper Brookside, bei der sie zwischen den Jahren 1993 und 1995 im britischen Fernsehen auf Channel 4 mitspielte. Hier erregte sie Aufsehen, als sie einer anderen Darstellerin den ersten lesbischen Kuss im britischen Fernsehen gab. Seitdem hat sie in vielen Filmen mitgespielt, so 1999 in der Shakespeare-Verfilmung Ein Sommernachtstraum. Für die Hauptrolle im Film The War Bride (2001) war sie 2002 für den Genie Award nominiert. 2007 bis 2008 spielte sie neben Lee Pace die Hauptrolle in der Serie Pushing Daisies. Für ihre Titelrolle in der Serie Marcella gewann Friel 2017 den International Emmy Award als beste Darstellerin.
Daneben tritt Friel auch immer wieder am Theater auf, so z. B. 2009 in der Hauptrolle der Holly Golightly in der Adaption von Breakfast at Tiffany’s unter der Regie von Sean Mathias, die ihr für ihre Leistung gute Kritiken einbrachte.
Ende der 1990er Jahre hatte Friel eine sechsmonatige Beziehung mit dem Sänger Robbie Williams. Von 2001 bis 2010 war sie mit dem Schauspieler David Thewlis liiert. Aus der Beziehung ging eine Tochter (* 2005) hervor. In zweiter Ehe war sie von 2011 bis 2014 mit dem walisischen Schauspieler Rhys Ifans liiert.

## Filmografie
- 1991: G.B.H. (Miniserie, sechs Folgen)
- 1991: Coronation Street (Fernsehserie, zwei Folgen)
- 1992: Emmerdale Farm (Fernsehserie, 4 Folgen)
- 1993: Medics (Fernsehserie, Folge 3x03)
- 1993–1995: Brookside (Fernsehserie, 23 Folgen)
- 1995: The Imaginatively Titled Punt & Dennis Show (Fernsehserie, Folge 2x01)
- 1996: Geschichten aus der Gruft (Tales from the Crypt, Fernsehserie, Folge 7x10 Die Kehrseite)
- 1996: Bruder Cadfael (Cadfael, Fernsehserie, Folge 2x03 Im Namen der Heiligen)
- 1998: The Stringer
- 1998: Brombeerzeit (The Land Girls)
- 1998: Our Mutual Friend (Fernsehserie, Folgen 1x01-1x04)
- 1998: The Tribe
- 1998: St. Ives – Alles aus Liebe (St. Ives)
- 1999: Ein Sommernachtstraum (A Midsummer Night’s Dream)
- 1999: Das schnelle Geld – Die Nick-Leeson-Story (Rogue Trader)
- 1999: Mad Cows
- 2000: Sunset Strip
- 2000: Mit oder ohne – Was Männer haben sollten (An Everlasting Piece)
- 2001: Meine beste Freundin (Me Without You)
- 2001: The Fear (Fernsehserie)
- 2001: The War Bride
- 2002: Fields of Gold (Fernsehfilm)
- 2002: Last Rumba in Rochdale (Kurzfilm)
- 2003: Watermelon (Fernsehfilm)
- 2003: Timeline
- 2004: The Jury (Fernsehserie, Folgen 1x01-1x02)
- 2004: Perfect Strangers – Liebe kennt keine Grenzen (Perfect Strangers, Fernsehfilm)
- 2005: Goal! (Goal! The Dream Begins)
- 2006: Niagara Motel
- 2006: Irish Jam
- 2007: Rubbish (Kurzfilm)
- 2007: Goal! II (Goal II – Living the Dream)
- 2007: Pushing Daisies (Fernsehserie, Folgen 1x01-2x13)
- 2008: Bathory – Die Blutgräfin (Bathory)
- 2009: The Street (Fernsehserie, Folgen 3x02-3x03)
- 2009: Die fast vergessene Welt (Land of the Lost)
- 2010: Ich sehe den Mann deiner Träume (You Will Meet a Tall Dark Stranger)
- 2010: London Boulevard
- 2011: Without You (Fernsehserie, Folgen 1x01-1x03)
- 2011: Ohne Limit (Limitless)
- 2011: Come Fly with Me (Fernsehserie, Folge 1x05)
- 2011: Treasure Guards – Das Vermächtnis des Salomon (Treasure Guards, Fernsehfilm)
- 2011: Neverland – Reise in das Land der Abenteuer (Miniserie, zwei Folgen)
- 2012: Public Enemies (Fernsehserie, Folgen 1x01-1x03)
- 2013: The Look of Love
- 2015: Urban & the Shed Crew
- 2015: Saboteure im Eis – Operation Schweres Wasser (Kampen om tungtvannet, Miniserie, sechs Folgen)
- 2015: American Odyssey (Fernsehserie, 13 Folgen)
- 2016: The Cleanse
- 2016–2020: Marcella (Fernsehserie, 24 Folgen)
- 2016: Hacked – Kein Leben ist sicher (I.T.)
- 2017: Tomato Red
- 2017: The Girlfriend Experience (Fernsehserie, sieben Folgen)
- 2017: Broken (Fernsehserie, drei Folgen)
- 2018: Butterfly – Alle meine Farben (Butterfly, Miniserie, drei Folgen)
- 2019: Deep Water (Fernsehserie, sechs Folgen)
- 2020: Books of Blood
- 2020: Sulphur and White
- 2020: Dreamflight (Fernsehserie, fünf Folgen)
- 2021: Charmant, ledig, sucht … (Charming the Hearts of Men)
- 2021: The Box (Fernsehserie, sieben Folgen)
- 2022: Monarch (Fernsehserie, elf Folgen)
- 2023: Locked in

## Theatrografie
- 1999: Closer (Music Box Theatre, New York City)
- 2000–2001: Lulu (Almeida Theatre, London)
- 2009: Breakfast at Tiffany’s (Theatre Royal Haymarket, London)
- 2012–2013: Uncle Vanya (Vaudeville Theatre, London)